# 里奥夫里奥德里亚萨
里奥夫里奥德里亚萨，是西班牙卡斯蒂利亚-莱昂塞戈维亚省的一个市镇。 总面积27平方公里，总人口59人（2001年），人口密度2人/平方公里。